# Tomcsányi Pál
| Gyászhír - elhunyt Dr. Tomcsányi Pál. MATE | Gyászhír - elhunyt Dr. Tomcsányi Pál. MATE |
| Kattints az alábbi külső linkek egyikére!  | Kattints az alábbi külső linkek egyikére!  |
| ------------------------------------------ | ------------------------------------------ |
| Nem található szabad kép.(?)               |                                            |
| külső link · jogvédett                     | Tomcsányi Pál                              |

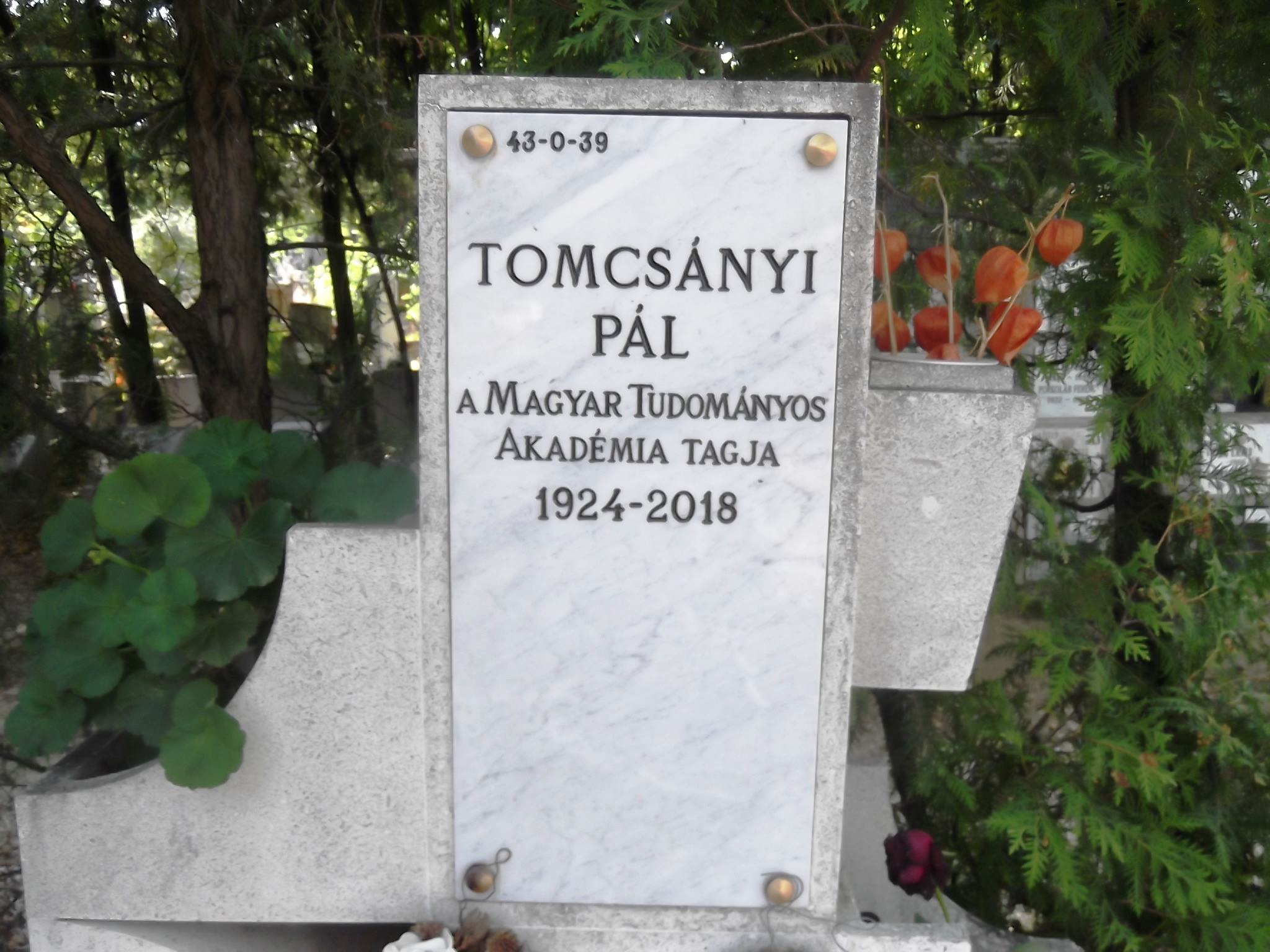
Tomcsányi Pál sírja a Farkasréti Temetőben

Tomcsányi Pál (Budapest, 1924. február 27. – Budapest, 2018. február 22.) Széchenyi-díjas magyar agrármérnök, marketingszakember, a Magyar Tudományos Akadémia rendes tagja. Kutatási területe a fajtakutatás, a gyümölcs-, a szőlő-, dísznövény- és az erdészeti fajtaminősítés. Az agrármarketing, valamint a kertészeti szabványosítás egyik úttörője. 1983 és 1986 között az Országos Mezőgazdasági Minősítési Intézet kertészeti és erdészeti igazgatója. Tomcsányi Vilmos Pál (1880–1959) volt igazságügy-miniszter fia és Tomcsányi Móric (1878–1951) jogász, akadémikus unokaöccse.

## Életpályája
1942-ben érettségizett a budapesti Fasori Gimnáziumban, majd beiratkozott a József Nádor Műszaki és Gazdaságtudományi Egyetemre, ahol mezőgazdasági mérnöki diplomát szerzett 1946-ban. Két évvel később gazdasági szaktanári képesítést kapott. Egyetemi tanulmányai közben az egyetem Növénytani Intézete gyakornoka volt. 1946-ban védte meg egyetemi doktori disszertációját. 1970-től a növénytermesztési és kertészeti tudományok doktora.
1946 januárjától a Közellátási Minisztériumban segédfelügyelőként, majd a Földművelésügyi Minisztériumban dolgozott miniszteri fogalmazóként. 1949-től a Gazdasági Főtanács Titkársága, majd 1952-ig az Országos Tervhivatal (OTH) munkatársa volt. 1951-ben családjával együtt kitelepítették, de OTH-s munkája miatt mentesítést kapott.[pontosabban?] 1952-ben került a Kertészeti Kutatóintézetbe, majd két évvel később az Országos Növényfajtakísérleti Intézetnek (később Országos Mezőgazdasági Minősítési Intézet, ma a Nemzeti Élelmiszerlánc-biztonsági Hivatal (NéBIH) része) tudományos munkatársa lett. 1960-ban tudományos főmunkatársi beosztásba került. 1963-ban tudományos osztályvezetői, majd 1972-ben tudományos főosztályvezetői megbízást kapott. 1983 és 1986 között az intézet kertészeti és erdészeti igazgatói tisztét töltötte be, ekkor nyugdíjba vonult. 1990-ben reaktiválták és kutatóprofesszori kinevezést kapott.
1977-ben a Kertészeti és Élelmiszeripari Egyetem (ma a Magyar Agrár- és Élettudományi Egyetem része) címzetes egyetemi tanárává avatták. Itt elsősorban élelmiszer-gazdasági, illetve kertészeti marketinget, valamint termék- és fajtaismeretet tanított. Több éven át az Gödöllői Agrártudományi Egyetem Innovációtechnikai és Kutatásmódszertani, illetve a Budapesti Corvinus Egyetem Kertészettudományi Kar Ökogazdálkodási és Kutatásmódszertani kihelyezett tanszékeinek vezetője. Oktatott általános kutatásmódszertant hat egyetem számos doktori hallgatójának. Az egyetem tiszteletbeli professor emeritus címet adományozott Tomcsányinak 2003-ban.
1969-ben védte meg a mezőgazdasági tudományok kandidátusi, 1975-ben akadémiai doktori értekezését. Az MTA Agrár-közgazdasági Bizottságának és a Kertészeti Bizottságnak lett tagja. 1983-ban az MTA Marketingtudományi Bizottságának egyik kezdeményezője és több éven át, egészen 2006-ig elnöke volt. 1990-ben a Magyar Tudományos Akadémia levelező, 1995-ben pedig rendes tagjává választották meg. Részt vett az Országos Tudományos Kutatási Alap (OTKA) Élettudományi Kollégium munkájában is. 1993-ban a Johannita-rend tiszteleti, 2002-ben jogi lovagja lett.

## Munkássága
Fő kutatási területei a fajtaértékelés, illetve a gyümölcs, szőlő, dísznövény és az erdészeti fajtaminősítés (amelynek megalapozója és bevezetője volt), valamint az agrármarketing. Kidolgozta többek között a fajták ökonómiai és preferenciaértékelését, valamint a gyümölcs fajtafenntartó nemesítés módszertanát is. Az Országos Mezőgazdasági Minősítési Intézetben eltöltött időszakában negyed századon át foglalkozott a kertészeti szabványosítás kifejlesztésével és irányításával.
Legfontosabb eredményeit a tudományszervezés területén érte el: 1966-ban a kutatói ismeretgazdálkodás fogalomkörét dolgozta ki, valamint 1970-ben az agrármarketing tudományos módszereit fejlesztette tovább, valamint bevezette a Kertészeti Egyetem segítségével a felsőoktatásba. Emellett elkészítette az élelmiszer-gazdasági marketingszakmérnök-képzés tananyagát. Ennek keretében felvázolta és bevezette a termékhasznosság modellezését is. A kutatói ismeretgazdálkodás fogalma alapján 1998-ban kidolgozta az általános kutatásmetodológiát (módszertant), valamint az ismeretalkotás és -közlés elméletét és az ahhoz kapcsolódó gyakorlatot a doktori képzéshez.
279 tudományos publikáció, huszonhat könyv és tizenhárom könyvrészlet szerzője vagy társszerzője. Hat gyümölcsfajtaismereti (pomológiai) könyvet tett közzé.

## Családja
Édesapja Tomcsányi Vilmos Pál (1880–1959) jogász, aki 1920 és 1922 között Magyarország igazságügy-minisztere volt, később a Hágai Nemzetközi Bíróság bírája. Nagybátyja Tomcsányi Móric (1878–1951) jogtudós, az MTA rendes tagja, két alkalommal a Pázmány Péter Tudományegyetem Jogtudományi Karának dékánja volt.
1945-ben nősült először, felesége Gyulay Judit (1926–1990) volt. Házasságukból három fiúgyermek született: Tomcsányi András növénynemesítő, a mezőgazdasági tudományok kandidátusa, István gépészmérnök, a Hungarokombi vezérigazgatója és Pál kertészmérnök. 1999-ben vette feleségül Szemere Sarolta (1926) üzemmérnököt, kézművest.

## Díjai, elismerései
Számos díjai közül a legjelentősebbek az alábbiak:
- Széchenyi-díj (1995) A marketing – ezen belül az agrármarketing – nemzetközi szinten is újszerű elméleti-módszertani fejlesztéséért és magas szintű oktatásáért, valamint a növényi fajtaminősítés és a piaci műveletek kutatásában elért tudományos iskolateremtő tevékenységéért.
- Ipolyi Arnold tudományfejlesztési díj (1995, OTKA)
- Vásárosnamény díszpolgára (2007)
- a Szent István Egyetem és a Budapesti Corvinus Egyetem díszdoktora
- A Magyar Érdemrend középkeresztje a csillaggal (2014)

## Főbb publikációi
- Üzemi gyümölcstermelés (Rayman Jánossal, Rozsnyay Józseffel, szerk., 1952)
- A kajszibarack és termesztése (Nyújtó Ferenccel, 1959)
- A gyümölcs útja a fától a fogyasztóig (Mohácsy Mátyással, Peregi Sándorral, szerk., 1963, két nyelven is)
- Kutatói ismeretgazdálkodás és kézi lyukkártya technikája (1966)
- Piacos kertészet. A kertészeti marketing alapjai (1973)
- A kertészeti termékválaszték és termelési szerkezet alapvető összefüggései (akadémiai doktori értekezés, 1975)
- Az élelmiszer-gazdasági marketing alapjai (1988)
- A fogyasztói értékítélet és a piacos termelés (akadémiai székfoglaló, 1993)
- Goods Analysis and Product Strategy in Marketing (1994)
- A haszon- vagy hasznosságelvűség dilemmája a piacon (akadémiai székfoglaló, 1996)
- Általános kutatásmódszertan (2000)
- Piaci áruelemzés és marketing termék-stratégia elméleti háttere és gyakorlati alkalmazása (Tomcsányi Péterrel, 2001)
- Gondtalanabb gondolkodás (CD, 2004)